# Euphoric Prayer
「Euphoric Prayer」（ユーフォリック・プレイヤー）は、新谷良子の16枚目のシングル。2011年10月26日にLantisから発売された。

## 概要
前作「HONEY TEE PARTY!」から約1年ぶりのリリースで、販売形態は自身初となるCD+DVDの仕様になっている。

## 収録曲
1. Euphoric Prayer [3:54]
作詞・作曲・編曲：R・O・N
2. ソリティア [3:52]
作詞：こだまさおり、作曲・編曲：川島弘光、Brass Arrangement：長谷川智樹
3. Euphoric Prayer（off vocal）
4. ソリティア （off vocal）